# Microsoft Research

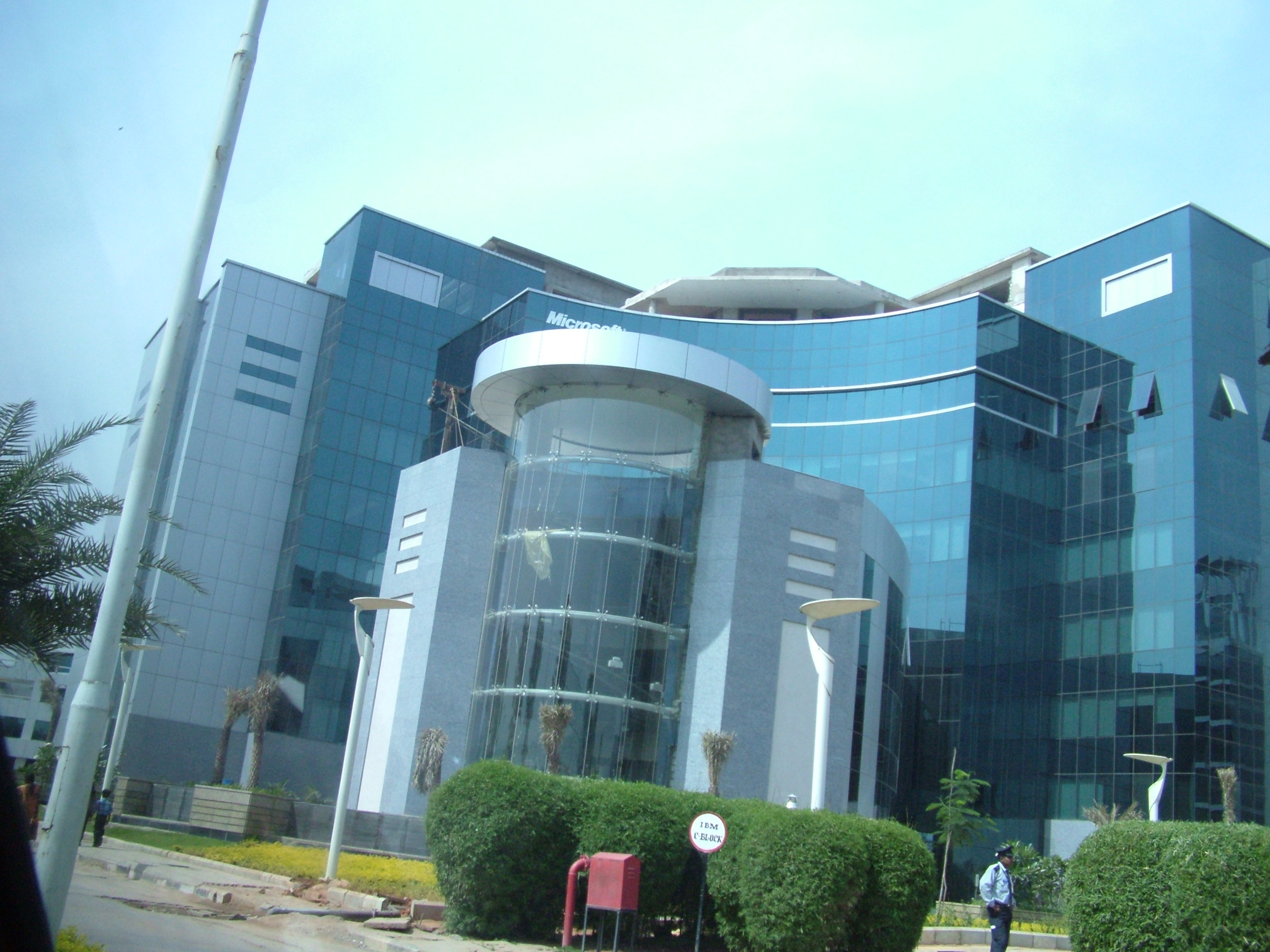
Microsoft Research Índia

Microsoft Research é a subsidiária de pesquisas da Microsoft. Ela foi formada em 1991, com a intenção de aprimorar a computação de ponta e resolver difíceis problemas do mundo através da inovação tecnológica, em colaboração com pesquisadores acadêmicos, governamentais e industriais. A equipe da Microsoft Research emprega mais de 1.000 cientistas, físicos, engenheiros e matemáticos, incluindo os vencedores do Prêmio Turing, vencedores da Medalha Fields, MacArthur Fellows, e vencedores do Prêmio Dijkstra .
A Microsoft Research inclui o núcleo de laboratórios da Microsoft Research e a Microsoft Research AI, dirigido pelo Tecnhical Fellow Eric Horvitz, e a Microsoft Research NeXT (para Novas Experiências e Tecnologias), dirigida pelo vice-presidente corporativo Peter Lee.

## Áreas de investigação
A pesquisa da Microsoft é categorizada nas seguintes áreas amplas:
- Algoritmos e Teoria
- Comunicação e Colaboração
- Linguística Computacional
- Ciência computacional
- Visão computacional
- Sistemas de Computadores e Redes
- Mineração e Gerenciamento de Dados
- Economia e Computação
- Educação
- Jogos
- Gráficos e Multimídia
- Hardware e Dispositivos
- Saúde e bem-estar
- Interação humano-computador
- Aprendizado de máquina e inteligência artificial
- Computação móvel
- Computação quântica
- Pesquisa , Recuperação de informações e Gerenciamento de conhecimento
- Segurança e Privacidade
- Mídia social
- Ciências Sociais
- Desenvolvimento de software
- Ferramentas e Idiomas
- Sistemas de reconhecimento de fala , síntese e diálogo
- Tecnologias para mercados emergentes

## Laboratórios de investigação
A Microsoft tem laboratórios de pesquisa em todo o mundo:
- A Microsoft Research Redmond foi fundada no campus da Microsoft Redmond em 1991.  Tem cerca de 350 pesquisadores e é dirigido por Donald Kossmann.  A maior parte da pesquisa no campus de Redmond, Washington, concentra-se em áreas de pesquisa, como teoria, inteligência artificial, aprendizado de máquina, sistemas e redes, segurança, privacidade, IHC e tecnologias vestíveis.
- A Microsoft Research Cambridge foi fundada no Reino Unido em 1997 por Roger Needham e é dirigida por Christopher Bishop. O diretor de inovação é Haiyan Zhang. O laboratório de Cambridge conduz pesquisas básicas em ciência da computação sobre uma ampla variedade de tópicos, incluindo aprendizado de máquina, segurança e recuperação de informações, e mantém laços estreitos com a Universidade de Cambridge e o Laboratório de Computação da Universidade de Cambridge.
- A Microsoft Research Asia foi fundada em Pequim em novembro de 1998.  A Microsoft Research Asia expandiu-se rapidamente e se transformou em um laboratório de pesquisa de classe mundial com mais de 230 pesquisadores e desenvolvedores e mais de 300 cientistas visitantes e estudantes, cujo foco inclui interfaces naturais de usuário (Natural user interface), multimídia de última geração, computação intensiva de dados, pesquisa e publicidade online e fundamentos da ciência da computação.
- A Microsoft Research Índia , localizada em Hyderabad, criada em 1998, que se tornou o maior campus de P&D fora dos EUA e, mais tarde, em Bangalore, onde foi fundada em janeiro de 2005.  O laboratório conduz pesquisas básicas e aplicadas de longo prazo em diferentes áreas: criptografia, segurança e algoritmos; geografia digital; mobilidade, redes e sistemas; sistemas multilíngues; engenharia de software rigorosa; e tecnologia para mercados emergentes.  A Microsoft Research India também colabora extensivamente com instituições de pesquisa e universidades na Índia e no exterior para apoiar o progresso científico e a inovação.
- A Microsoft Research Station Q , localizada no campus da Universidade da Califórnia, em Santa Bárbara , foi fundada em 2005.  Os colaboradores da Estação Q exploram abordagens teóricas e experimentais para criar o análogo quântico do bit tradicional - o qubit.  O grupo é liderado pelo Dr. Michael Freedman , um renomado matemático que ganhou a prestigiosa Medalha Fields , a maior honra em matemática.
- A Microsoft Research Nova Inglaterra foi fundada em 2008 em Cambridge, Massachusetts, por Jennifer Chayes, adjacente ao campus do MIT .  O laboratório de Nova Inglaterra baseia-se no compromisso da Microsoft de colaborar com a comunidade de pesquisa mais ampla e busca novas áreas interdisciplinares de pesquisa que reúnam cientistas da computação e cientistas sociais para entender, modelar e possibilitar a computação e as experiências on-line do futuro.
- A Microsoft Research Nova Iorque foi criada em 3 de maio de 2012. Jennifer Chayes é diretora administrativa do local, bem como do laboratório de Nova Inglaterra, com pesquisadores de ambos os laboratórios trabalhando em conjunto.  O laboratório de Nova Iorque colabora com a academia e outros laboratórios da Microsoft Research para avançar o estado da arte em ciências sociais computacionais e comportamentais, economia computacional e mercados de previsão, aprendizado de máquina e recuperação de informações.

## Ex-laboratórios de pesquisa
- O Microsoft Research Vale do Silício,[3] localizado em Mountain View, Califórnia , foi fundado em agosto de 2001 e fechado em setembro de 2014.  A pesquisa do Vale do Silício se concentrou em computação distribuída e incluiu segurança e privacidade, protocolos, tolerância a falhas , sistemas de grande escala, concorrência , arquitetura de computadores , pesquisa na Internet e serviços, e teoria relacionada.

## Colaborações
A Microsoft Research investe em pesquisas conjuntas de vários anos com instituições acadêmicas do Centro de Supercomputação de Barcelona , INRIA , Universidade Carnegie Mellon , Instituto de Tecnologia de Massachusetts , Fundação de Pesquisa de São Paulo (FAPESP) e Microsoft Research Center for Social NUI. e outros.